# 宣懷
宣懷（?—?），五胡十六国汉国刘聪属下宦官。
316年，宣怀任中常侍，他和中常侍王沈，中宫仆射郭猗等人，都受到刘聪恩宠信任而掌权。刘聪到后宫游玩宴乐，有时三天不醒，有时一百天都不出后宫。318年，刘聪荒淫无道，尚书令王鉴、中书监崔懿之、中书令曹恂进谏。刘聪大为生气，让宣怀对太子刘粲说：“鉴等小子，狂言侮慢，无复君臣上下之礼，从速定罪！”于是收捕王鉴等人送往刑场斩首。刘聪又立宣怀的养女为中皇后。